# Friends (film)
Friends är en japansk-svensk film från 1987 i regi av Kjell-Åke Andersson. Filmen bygger på pjäsen Tomodachi av Kōbō Abe (1967) och i rollerna ses bland andra Dennis Christopher, Sven Wollter och Stellan Skarsgård.

## Om filmen
Friends är den första japansk-svenska samproduktionen någonsin och tillkom genom att några japanska filmproducenter, som planerade en filmatisering av Abes pjäs Tomodachi, såg den svenska filmen Jackpot, till vilken Andersson skrivit manus. Japanerna imponerades av Anderssons manus så mycket att de tog direktkontakt med honom och bad honom skriva ett manus på pjäsen. Manuset accepterades och budgeten fastställdes till 16 miljoner svensk kronor, som skulle delas lika mellan länderna.
Inspelningen ägde rum maj-augusti 1987 i Calgary (exteriörer) och i Filmhuset i Stockholm (interiörer). Regissör var till en början Jan Nemec, men han fick dock lämna sin position en vecka in i inspelningsarbetet då det skar sig med producenten Börje Hansson. Mer specifikt ska orsaken ha varit att Nemec förde in element i bilden som förändrade historien. Istället för Nemec kallades Andersson in som regissör och kom därmed att göra sin regidebut. Inget av Nemecs inspelade material kom att användas i den slutgiltiga filmen.
Filmen producerades förutom Hansson av Yoichi Matsue och fotades av Peter Mokrosinski. Den klipptes av Michal Leszczylowski och Carina Hellberg och innehöll musik komponerad av Anders Hillborg. Premiären ägde rum 20 november 1987 i Japan och den 6 maj året efter hade filmen Sverigepremiär på Sture-Teatern i Stockholm. Den 19 augusti 1991 visades den i Sveriges Television.
Mokrosinski belönades med en Guldbagge i kategorin Bästa foto för sina insatser i filmen.

## Handling
Den framgångsrike juristen John bor i en storstad. En dag flyttar en familj utan vidare in i hans lägenheten och han försöker förtvivlat få dem att lämna hemmet.

## Rollista
- Dennis Christopher – John
- Sven Wollter – Zeb
- Stellan Skarsgård – Matt
- Lena Olin – Sue
- Anita Wall – Jennifer
- Aino Taube – Matilda
- Helena Bergström – Bonnie
- Edita Brychta	– Sally
- Richard Craig Nelson – klienten
- Anki Lidén – blondinen
- David Hensher	– pojken i huset
- Stefan Sauk – Rock
- Heinz Hopf – advokaten
- Alex Elias – portvakten
- Lars-Erik Berenett – polisinspektören
- Peter Alvérus	– polismannen
- Anita Molander – grannkvinnan
- Jonas Granström – grannen
- Graham MacPherson – affärsföreståndaren
- Michael Talokonnikoff-Michoustine – den gamle
- Corrie Clark – flicka
- Kelly McGuiggin – flicka
- Brenda Larsen	– flicka
- Suzanne Reuter – Mary i skönhetssalongen
- Vito Ingrosso – mannen i skönhetssalongen
- Carl Kjellgren – den nya mannen